# Concert voor twee piano's
Het Concert voor twee piano's is een compositie van Igor Stravinsky; de titel zegt het al, het is letterlijk een concert voor twee piano’s, zonder begeleiding dus. De pianisten bieden hier tegen elkaar op qua muzikaliteit en techniek. Stravinsky begon er in 1932 aan, maar het grootste deel werd in 1935 voltooid. Het werk is gecomponeerd voor Stravinksy zelf en zijn zoon Soulima. In een van de delen zit een hommage aan zijn leraar Nikolaj Rimski-Korsakov, een gelijkende melodie met dienst wereldberoemde De vlucht van de hommel is hoorbaar.

## Delen
1. Con moto
2. Notturno
3. Variatie 1
4. Variatie 2
5. Variatie 3
6. Variatie 4
7. Preludio e fuga

## Bron en discografie
- Uitgave Naxos; Benjamin Firth en Peter Hill